# Rivière du Onze
Pour les articles homonymes, voir 11 (nombre).
La rivière du Onze est un affluent de la rivière à la Roche (rivière Daaquam), coulant entièrement dans la municipalité de Sainte-Justine, dans la municipalité régionale de comté (MRC) Les Etchemins, dans la région administrative de Chaudière-Appalaches, au Sud du Québec, au Canada.
La rivière du Onze coule en zones forestières et agricoles en passant à l’Est du village de Sainte-Justine-Station.

## Géographie
La « rivière du Onze » prend sa source au Lac à Pierre (longueur : 0,4 km ; altitude : 493 m), situé dans les Monts Notre-Dame, à la limite de Saint-Luc-de-Bellechasse (canton de Ware) et de Sainte-Justine. Le Lac à Pierre est situé à :
- 6,3 km au Nord-Ouest du centre du village de Sainte-Justine ;
- 6,4 km au Sud-Ouest du centre du village de Sainte-Sabine ;
- 6,9 km au Nord-Est du Lac Etchemin.

À partir de sa source, la rivière du Onze coule sur 12,9 km selon les segments suivants :
- 0,7 km vers le Sud-Est, jusqu'à la rive Ouest du Lac Vase ;
- 0,4 km vers l’Est, en traversant le lac Vase ;
- 1,7 km vers l’Est, jusqu'à la décharge des lacs (Napoléon, Chabot et Gérald) ;
- 0,2 km vers le Sud-Est, jusqu'à la route du 12e Rang Est ;
- 1,7 km vers le Sud-Est, en formant une courbe vers le Nord-Est et en coupant à deux reprises la route du 11e rang, jusqu’à la décharge du Lac à Labbé (venant de l’Ouest) ;
- 1,0 km vers le Sud-Est, en formant une courbe vers le Sud-Ouest, pour revenir couper la route du 11e rang, à 1,2 km au Nord-Ouest du village de Sainte-Justine-Station ;
- 1,8 km vers l’Est, en contournant le Lac à Tonio, jusqu'au pont du chemin du 10e Rang Est ;
- 2,5 km vers le Sud-Est, puis vers le Nord-Est, en recueillant les eaux du Lac à Tonio, en coupant le chemin de fer du Canadien Pacifique et en suivant le pied de la montagne située au Sud-Est, jusqu'à la décharge (venant du Nord-Ouest) du Lac à Égide ;
- 2,9 km vers le Nord-Est, jusqu'à la confluence de la rivière[1].

La « rivière du Onze » se déverse sur la rive Sud de la rivière à la Roche (rivière Daaquam). Cette confluence est située à :
- 1,5 km à l’Ouest du centre du village de Sainte-Sabine-Station ;
- 9,2 km au Nord-Ouest de la frontière canado-américaine.
- 5,6 km au Sud-Est du centre du village de Sainte-Sabine.

À partir de la confluence de la rivière du Onze, la rivière à la Roche (rivière Daaquam) coule vers le Sud-Est jusqu’à la rive Nord de la rivière Daaquam. Le courant de la rivière Daaquam coule à son tour vers le Nord-Est jusqu'à la rivière Saint-Jean Nord-Ouest laquelle coule vers l'est jusqu'au fleuve Saint-Jean. Ce dernier coule vers l'Est et le Nord-Est en traversant le Maine, puis vers l'Est et le Sud-Est en traversant le Nouveau-Brunswick.

## Toponymie
Le terme Onze dans le toponyme Rivière du Onze se réfère au 11e rang de Sainte-Justine. Tandis que le terme "Douze" dans le toponyme rivière du Douze" se réfère au 12e rang. Ces deux rivières coulent l'une au Nord et l'autre au Sud d'une montagne dont le sommet atteint 480 m lequel est situé à 3,4 km à l'Ouest de Sainte-Sabine-Station. Ces deux rivières sont des affluents de la rive Sud-Ouest de la rivière à la Roche (rivière Daaquam). Leur confluence respective sont à une distance de 2,1 km.
Le toponyme Rivière du Onze a été officialisé le 21 août 1986 à la Commission de toponymie du Québec.